# مهرانه
انجمن خیریه حمایت از بیماران سرطانی زنجان بیشتر شناخته شده با عنوان مهرانه در شهریور ماه ۱۳۸۵ در زنجان تشکیل شد و در آذر همان سال فعالیت‌های خود را به صورت محلی شروع کرد. این انجمن خیریه با هدف حمایت از بیماران مبتلا به سرطان و یاری رساندن به آنان در جهت تأمین منابع لازم اعم از انسانی، مالی، تخصصی و تجهیز مراکز درمانی فعالیت می‌کند و بنیادی غیردولتی و غیرانتفاعی است. این انجمن پس آغاز به فعالیت توانست مرکز درمانی بیماران سرطانی در شمال‌غرب ایران را در شهر زنجان و در بخش انکولوژی بیمارستان ولیعصر ایجاد کند. هم‌اکنون بیش از ۶۳۴۷ بیمار سرطانی تحت پوشش حمایتی انجمن خیریه مهرانه قرار دارند. این انجمن خیریه، به شمارهٔ ۲۷۰ به ثبت رسیده‌است. همچنین در آذر ماه سال 93  کلینیک تخصصی سرطان مهرانه در زنجان به همت خیرین زنجانی با حضور پروفسور یوسف ثبوتی به عنوان رئیس هیئت امناء مهرانه و سایر مسئولین و دست‌اندرکاران و خیرین زنجانی افتتاح و آغاز به کار کرد.